# Roštár
Roštár je obec na Slovensku v okrese Rožňava. V obci žije 634 obyvatel.

## Dějiny
V Roštáru vznikl v roce 1590 jeden z nejstarších evagelických církevních sborů augsburského vyznání v Gemeru. Na schůzi v lednu 1604 v tomto kostele přijali gemerští evangelíci tzv. Roštárske články, svůj první církevní zákon, který v roce 1610 potvrdil palatin Juraj Turzo.

## Kultura a zajímavosti

### Památky
- Evangelický kostel, jednolodní raně gotická stavba s pravoúhlým ukončením presbytáře a představenou věží z konce 13. století. Původně byl zasvěcen sv. Ondřejovi. Patří mezi nejstarší gotické sakrální stavby na Gemeru. Presbytář je zaklenutý křížovou žebrovou klenbou a na západní straně představena věž, na níž se zachovala všechna gotická okna. Podobně jako sousední kostely v Štítniku či Kocelovcích i tento obsahoval fresky (v presbytáři a na vítězném oblouku) vyhotovené asi v polovině 15. století. Dodnes se však zachovaly pouze fragmentálně. Po požáru kostela v roce 1689 byla loď nově zaklenuta barokními klenbami a v roce 1701 byla vyhotovena lavice a dřevěné empory s rostlinnou ornamentikou. Z roku 1724 pochází dřevěný barokní oltář s ornamentální řezbou s anděly držícími girlandy květin a s ústředním obrazem Kalvárie s plastikou ukřižovaného Krista. Pod ním je obraz Poslední večeře a ve vrcholu oltáře obraz Vzkříšený Kristus. Ve stejném slohu je vyhotovena kazatelna se sochami Krista Spasitele a čtyř evangelistů. Oltář byl v roce 2016 restaurován a instalován na původním místě. Za jeho restaurování získal Oblastní restaurátorský ateliér Bratislava cenu Fénix - kulturní památka roku 2016, udělovanou ministerstvem kultury.

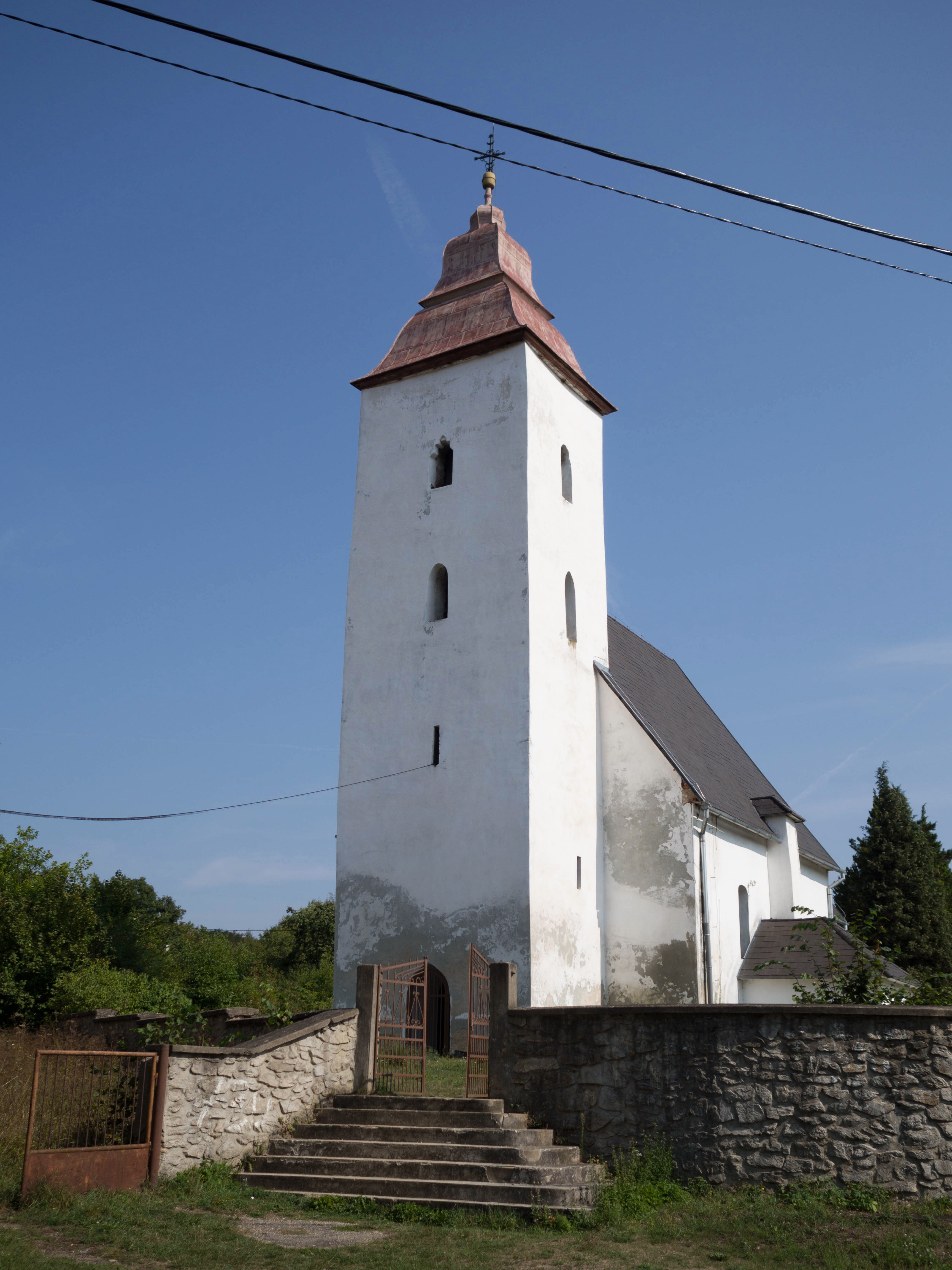
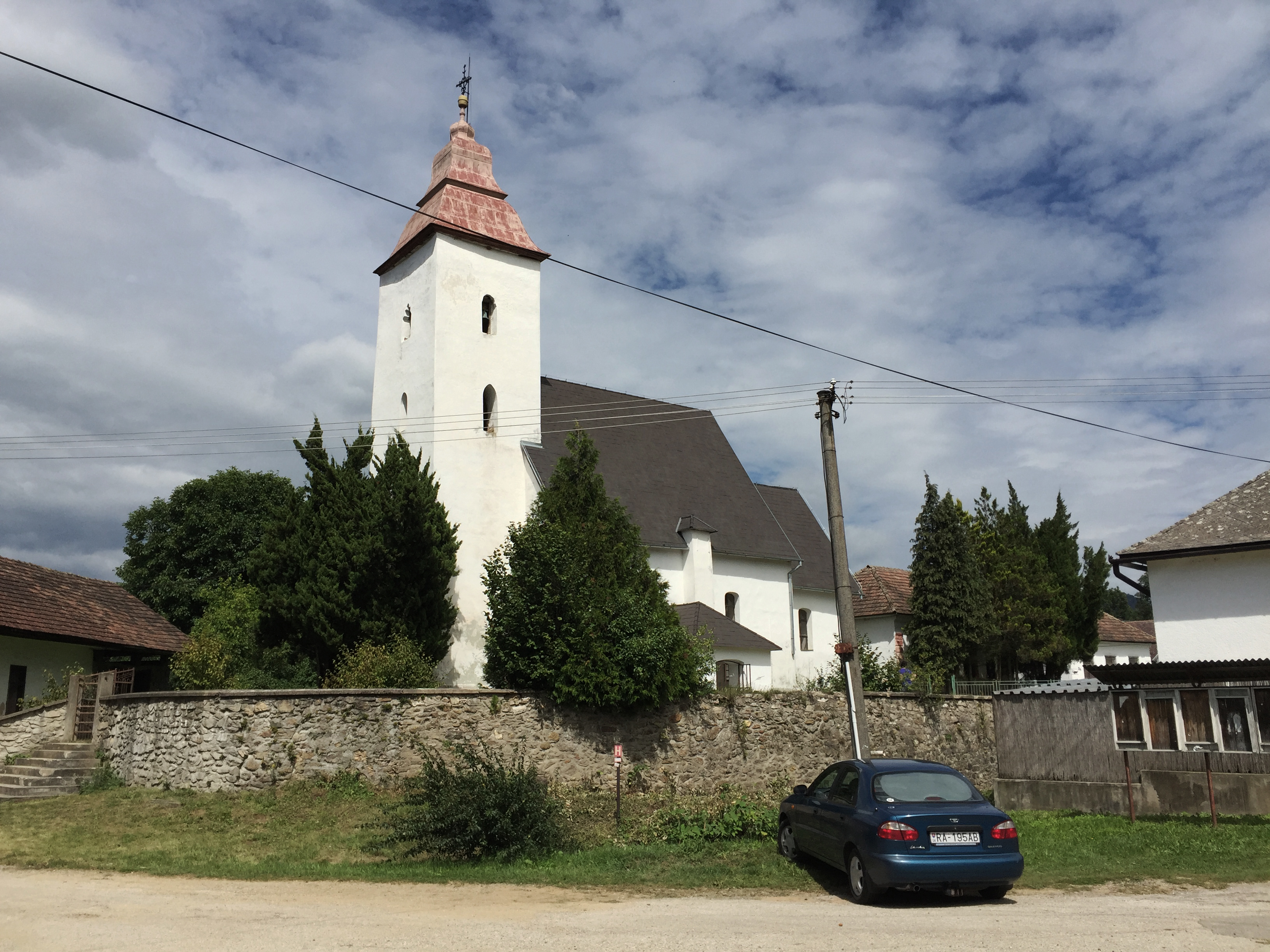
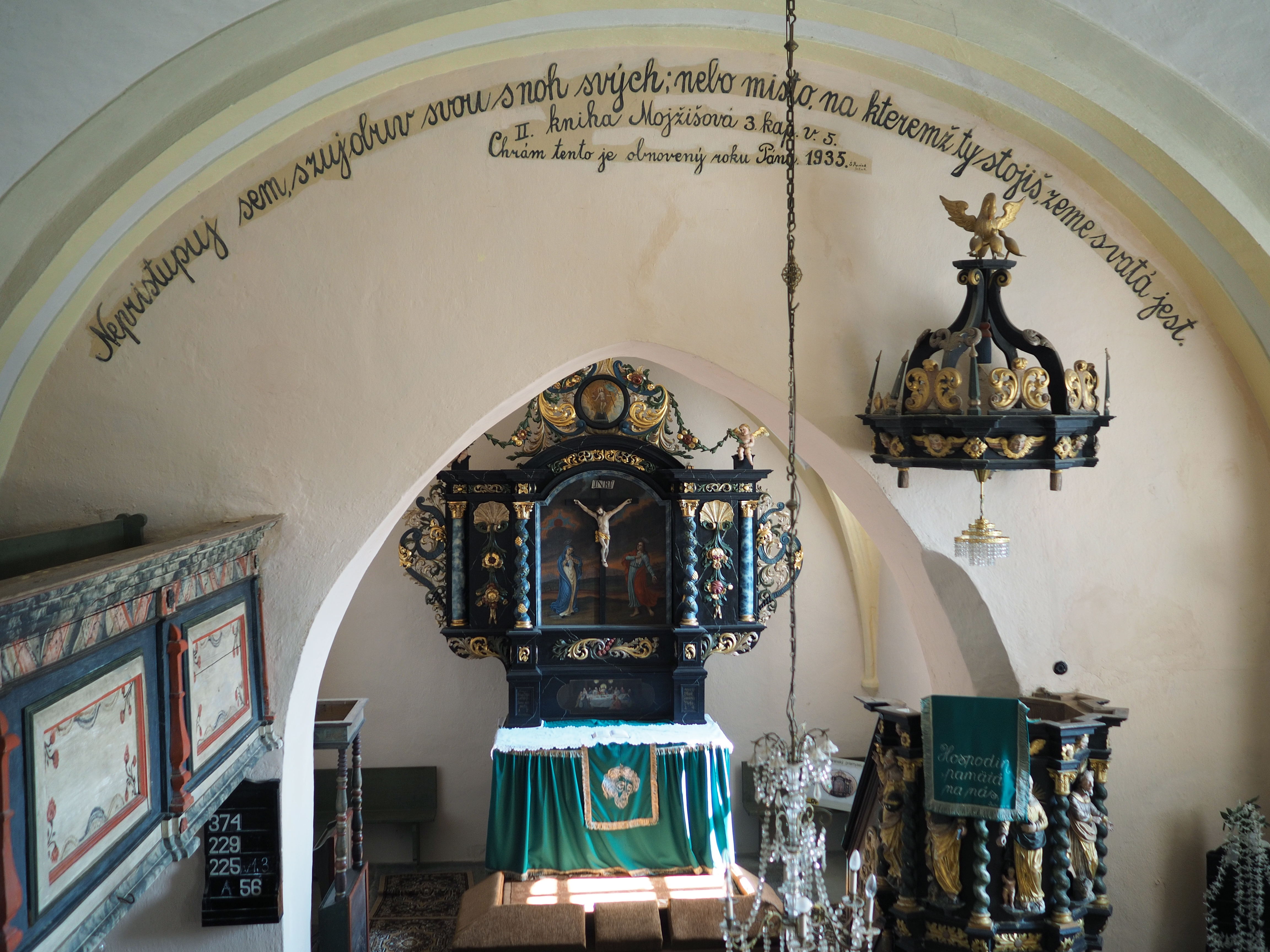
Pohled z empory do svatyně
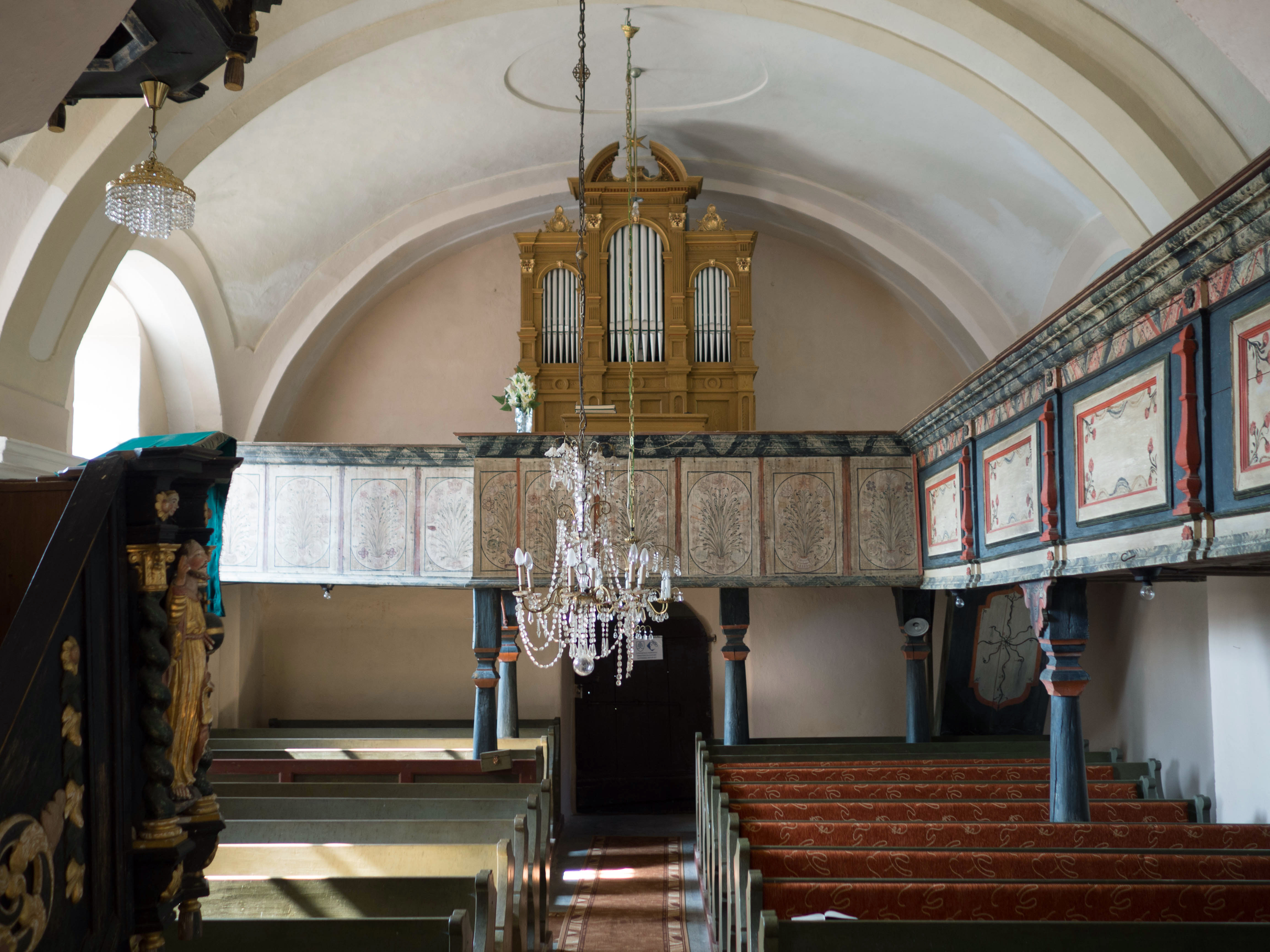
Empora
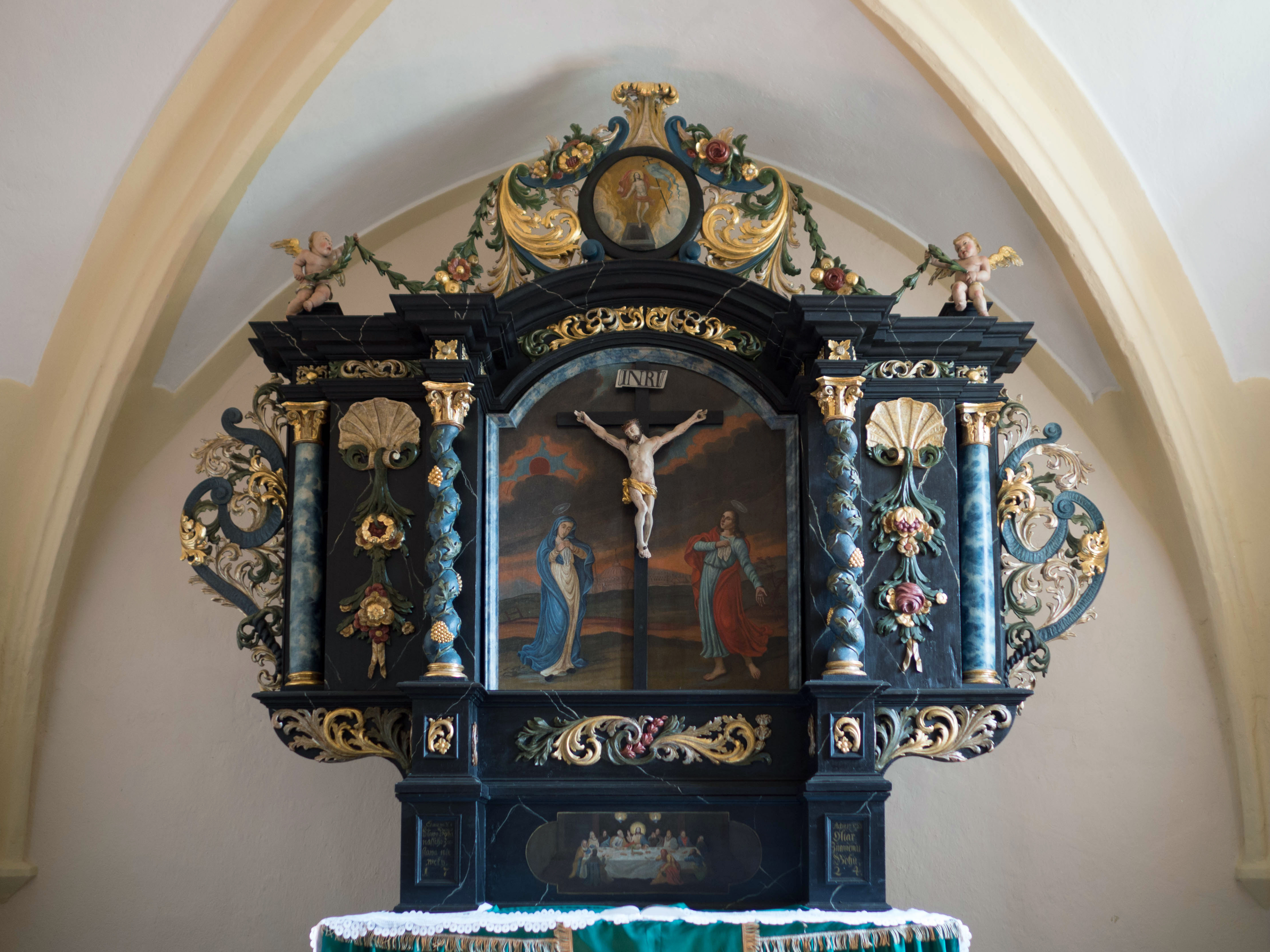
Oltář po restaurovaní